# Travancore-Cochin

Briefmarke von Travancore-Cochin (1950)

Travancore-Cochin (Thiru-Kochi) entstand am 1. Juli 1949 als Föderation der 1947 wieder souverän gewordenen Fürstenstaaten Travancore und Cochin, die zum selben Datum den Anschluss an Indien vollzogen (siehe Geschichte Indiens). Am 1. Januar 1950 wurde Travancore-Cochin nach der neuen Verfassung der Indischen Union ein Staat der Kategorie B mit dem Maharaja von Travancore als Rajpramukh (Staatsoberhaupt).
Am 1. November 1956 wurden die Fürstentümer aufgehoben und der Staat mit dem Distrikt Malabar des Staates Madras zum neuen Bundesstaat Kerala zusammengeschlossen. Der äußerste Süden wurde als Distrikt Kanyakumari dem Bundesstaat Madras (seit 1969 Tamil Nadu) eingegliedert.
Die Posten der beiden Staaten wurden 1949 ebenfalls zusammengeschlossen. Deren Briefmarken erhielten zunächst Aufdrucke (T.C. oder U.S.T.C. = United State of Travancore and Cochin), und 1950 wurden noch eigene Travancore-Cochin-Marken herausgegeben, die bis zum 30. Juni 1951 gültig waren. Der Staat hatte 1951 eine Fläche von 23.700 km² und 9,3 Millionen Einwohner.